# Histrionicotoxine

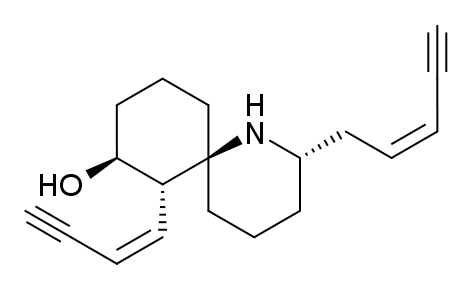
Structuurformule van histrionicotoxine 283A.

Histrionicotoxines vormen een groep van met elkaar verwante toxines die aangetroffen worden in de huid van bepaalde pijlgifkikkers uit de familie Dendrobatidae. Met name in de huid van Oophaga histrionica worden deze verbindingen veelvuldig teruggevonden. Net zoals bij andere toxische alkaloïden (zoals batrachotoxine) worden histrionicotoxines niet door de kikkers zelf aangemaakt, maar opgenomen via hun voedsel (veelal insecten).
De histrionicotoxines zijn minder krachtig dan andere alkaloïden (zoals de pumiliotoxines). Ze bezitten een vaak ongewone chemische structuur en ook hun werkingsmechanisme is verschillend: histrionicotoxines werken als non-competitieve antagonisten van de nicotine-acetylcholine-receptoren. Ze bezitten ook enige affiniteit voor natrium- en kaliumkanalen, alhoewel hun werking hier ook minder uitgesproken is dan bij andere toxines.
De synthese van histrionicotoxines is - gezien de complexiteitsgraad van sommige moleculaire structuren - erg uitdagend en er zijn reeds vele academische papers gepubliceerd over dit onderwerp.